# Gare de Meitetsu Gifu
La gare de Meitetsu Gifu (名鉄岐阜駅, Meitetsu Gifu-eki) est une gare ferroviaire de la ville de Gifu au Japon. Elle est exploitée par la compagnie Meitetsu.

## Situation ferroviaire
Gare terminus, Meitetsu Gifu marque la fin de la ligne Nagoya et le début de la ligne Kakamigahara.

## Historique
La gare se compose de l'ancienne gare de Nagazumi-cho (inaugurée le 11 février 1911) et de l'ancienne gare de Shin-Gifu (inaugurée le 26 décembre 1914). Les deux gares ont été rassemblées en 1948 sous le nom de gare de Shin-Gifu, qui devient la gare de Meitetsu Gifu en 2005.

## Service des voyageurs

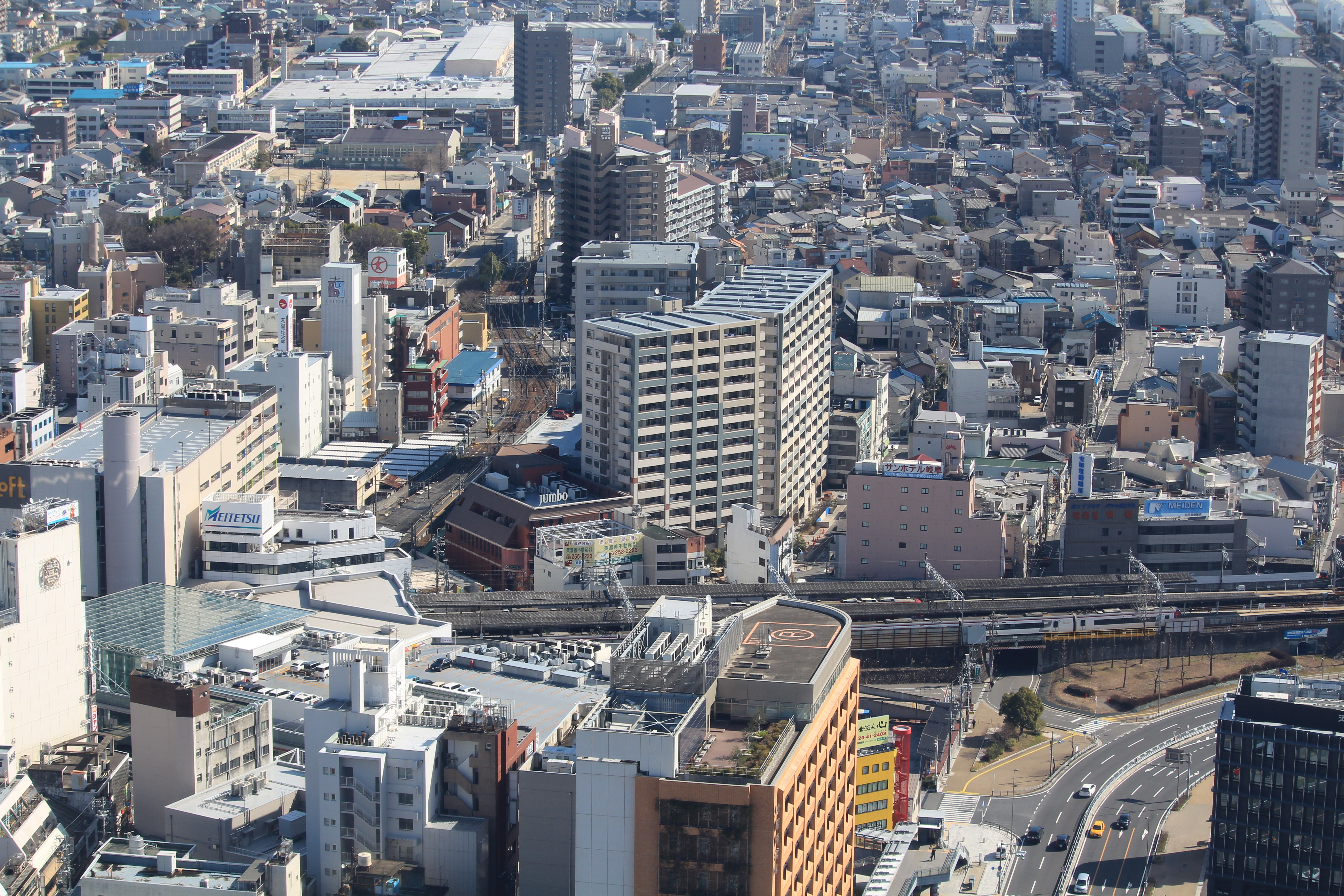
Vue aérienne de la gare.

### Accueil
La gare dispose d'un bâtiment voyageurs, avec guichets, ouvert tous les jours.

### Desserte
- Ligne Nagoya :
  - voies 1 à 4 : direction Meitetsu Nagoya, Toyohashi et Aéroport international du Chūbu
- Ligne Kakamigahara :
  - voies 5 et 6 : direction Shin-Unuma et Inuyama

### Intermodalité
La gare de Gifu de la JR Central est située à proximité.